# Min Hyun-sik
Min Hyun-sik (* 21. Oktober 1946) ist ein südkoreanischer Architekt, der hauptsächlich in Südkorea tätig ist. Er entwarf mehrere Firmen- und Wohngebäude, Schul- und Hochschulgebäude, Krankenhäuser, zwei Kirchen und andere Gebäude.

## Leben und Werk
Min studierte Architektur an der Seoul National University und an der Architectural Association School of Architecture in London. Von 1972 bis 1974 war er im Architekturbüro Space beschäftigt und danach bis 1975 zur Architekturgruppe 'JANG'. Von 1980 an war er 12 Jahre bis 1992 im Städtebau- und Architekturbüro One tätig. Danach saß er vier Jahre seinem 'Architektur-Forschungslabors Min Hyun-sik' vor und war anschließend bis 1997 Vorsitzender und Berater von 'KIOHUN', dem Nachfolger des Labors. 2002 wurde er zum Dekan der Fakultät für Bildende Kunst an der Korea National University of Arts ernannt und bekleidete den Posten bis 2004. 2006 wurde er Ehrenmitglied der FAIA (Honorary Fellowship of the AIA) Zurzeit lehrt er als Professor an der Korean National University of Arts und ist als Berater (primary advisor) für das Architekturbüro KIOHUN Architects and Associates tätig. 2002 gestaltete er mit seiner Kollegin Lee Min-ah auf der Biennale di Venezia den Koreanischen Pavillon.

## Bauten (Auswahl)
- Gebäude der Firma Sindoricoh
- 2001–2009: Daejeon Universitätsgelände Masterplan, Munmugwan, Multi-Aktivitäts-Zentrum etc.[6]
- 2006: Gimcheon Silver Hospital
- 2005: Dongsoong Presbyterianische Kirche[7]
- 1999: Pohang Christianity Hospital
- 1997: Sungyak  Presbyterianische Kirche[8]
- 1988: Nationales Konservatorium für Koreanische Traditionelle Musik[9]